# Массовые убийства в Пшишовице
С 26 по 28 января 1945 года солдаты Красной армии убили десятки жителей села Пшишовице (Прейсвиц). По мнению ряда современных польских исследователей и изданий, опирающихся на выводы расследования, начатого в 2005 году Польским институтом национальной памяти, это событие является военным преступлением. Сообщается разная информация о числе жертв, которое варьирует от 52 до 60 или, возможно, 69. На установленной в 2005 году мемориальной доске — 42 имени. Несмотря на предоставленный доступ к советским архивам, подразделения Красной армии, ответственные за убийства, неизвестны.
Польский Институт национальной памяти, который провёл расследование данных событий, заявил, что расстрел в Пшишовице является преступлением против человечества.

## Предыстория
Село Пшишовице до 1922 года входило в состав Германии под названием Прейсвиц (нем. Preiswitz). В 1922 году по результатам Верхнесилезского плебисцита было передано Польше и оказалось на польско-германской границе. После немецкой оккупации Польши в 1939 году, было включено в состав административного округа Каттовиц внутри Рейха, селу было возвращено название Прейсвиц. Географическое положение села в 7 км к юго-востоку от Глейвица на пересечении железнодорожной ветки Глейвиц—Рыбник и шоссе Глейвиц—Миколув предопределило его стратегическую важность. В 1938 году село насчитывало 3200 жителей, из них 300 безработных мужчин трудоспособного возраста. Многие безработные записывались в Фольксбунд, чтобы найти работу в Германии. Пшишовице было занято немцами в самые первые дни войны в сентябре 1939 года, а первый призыв жителей в германскую армию был в 1941 году, причём некоторые из рекрутов не знали немецкого языка. Из приходской летописи следует, что в 1942 году погибли 13 прихожан, в 1943 — 19, в 1944 — 18, а в 1945 — 57 человек. В начале зимы 1944—1945 гг. в селе были расклеены немецкие пропагандистские плакаты с надписью «Победа или большевизм» (нем. Sieg oder Bolschewismus), призванные воодушевить население Рейха на борьбу. В это время с востока уже началось наступление Красной армии.
Во время войны жители Силезии, в том числе Прейсвица, подлежали мобилизации в германскую армию. Как раз в то время значительное их число находилось в отпуске. Когда вышел приказ всем отпускникам вернуться в части, многие из них, особенно местные жители, дезертировали.

## Ход событий
После начала наступления советских войск в январе 1945 года Красная армия прорвалась вперёд от линии реки Висла на польскую территорию, оккупированную немцами. К концу января рассеянные силы вермахта были отброшены на линию реки Одер, которая находилась на довоенной территории Третьего рейха. Между тем нескольким немецким частям было приказано подготовить тактические контратаки, в особенности в районе Верхней Силезии, на старой польско-немецкой границе. Вечером 24 января советские войска смогли захватить город Глейвиц, один из крупнейших промышленных центров области.
Около полудня 25 января передовые части 9-го механизированного корпуса РККА, преследуя отступающего противника, достигли Прейсвица. Здесь они вошли в соприкосновение с частями немецкой 20-й танковой дивизии, утром того же дня занявшими оборону в Прейсвице и возле него. В ходе боя, длившегося двое суток, село неоднократно переходило из рук в руки. К полудню 27 января Красная армия окончательно установила контроль над селом.
В ходе боев за взятие села Красная армия потеряла 101 человека и около 40 танков. В течение следующих двух дней красноармейцы убили ряд местных жителей села. Несколько домов было подожжено, а в тех кто пытался тушить огонь — стреляли.
Красноармейцы убили не менее 52 (по другим данным 69) человек в возрасте от 10 дней до 78 лет. Среди убитых оказались и четверо скрывавшихся в селе узников Освенцима, которым удалось бежать во время марша смерти из Освенцима на территорию Рейха, в том числе итальянец и венгр. Они вышли навстречу Красной армии приветствовать своих освободителей и были застрелены на месте. Был убит и бывший польский военнослужащий, участник кампании 1939 года, освобождённый незадолго перед тем советскими войсками из немецкого лагеря военнопленных. Большинство жертв составляли мужчины призывного возраста, принятые красноармейцами за немцев. Однако среди убитых была и семья Жогала в полном составе, включая женщин и детей, в том числе 10-дневный младенец. Дом семьи стоял на краю села, у самой границы. Возле тела отца ребёнка были обнаружены труп советского военнослужащего и топор. Кроме того красноармейцы совершили массовые изнасилования жительниц села и сожгли несколько домов.
После учинённой резни, жертв похоронили в братской могиле на местном кладбище.
Польские СМИ также сообщают, что ещё два гражданских лица были убиты уже летом 1945 года, после окончания войны, когда войска Красной армии возвращались из Германии. Мужчина погиб в июне, а женщина — в июле, когда пыталась помешать группе советских солдат совершить кражу коровы.

## Память
В годы социалистического правления в Польше, данные события не афишировались ввиду нежелательных последствий и на братской могиле не было никакого памятного знака. Однако в 60-ю годовщину событий в 2005 году на кладбище был установлен памятный камень. Церемония была проведена епископом города Легница Стефаном Цихим, который был лично свидетелем данных событий и родственником одного из погибших.

## Исследования и анализ
Точная причина расправы неизвестна. По одной из версий красноармейцы хотели отомстить за потери, понесённые в недавнем бою. Одна из гипотез, призванных объяснить, почему советские солдаты пошли на убийство, исходит из того, что красноармейцы полагали, что находятся на территории Германии.
Польский институт национальной памяти квалифицирует этот поступок красноармейцев как преступление против человечества.
Подобные преступления были совершены красноармейцами и в Меховице (ныне район Бытома).
В 2005 году ИНП начал расследование данных событий, а также других случаев массовой гибели мирных жителей в Гливице и Галембе (ныне район Руды-Слёнской). В ходе расследования были рассмотрены различные документы, предоставленные Министерством обороны Российской Федерации, однако так и не были установлены части Красной армии, участвовавшие в массовых убийствах, и личности военнослужащих, несущих ответственность за преступления. Институт национальной памяти пришёл также к выводу, что в конце войны в Силезии от рук солдат Красной армии погибло несколько тысяч мирных жителей, многие из которых были этническими поляками, в том числе около 800 человек погибло во время резни в Гливице.